# Пајрана (Павија)
Пајрана је насеље у Италији у округу Павија, региону Ломбардија.
Према процени из 2011. у насељу је живело 838 становника. Насеље се налази на надморској висини од 88 м.